# Pedro Neto
Pedro Lomba Neto (phát âm tiếng Bồ Đào Nha: [ˈpeðɾu ˈnɛtu], sinh ngày 9 tháng 3 năm 2000) là một cầu thủ bóng đá chuyên nghiệp người Bồ Đào Nha hiện đang thi đấu ở vị trí tiền vệ cánh cho câu lạc bộ Premier League Chelsea và đội tuyển bóng đá quốc gia Bồ Đào Nha.

## Sự nghiệp câu lạc bộ

### Braga
Sinh ra tại Viana do Castelo, Neto gia nhập đội trẻ của Braga khi mới 13 tuổi. Vào ngày 7 tháng 5 năm 2017, anh đã có trận ra mắt chuyên nghiệp cho đội dự bị khi vào sân thay người ở hiệp hai trong trận thua 2–3 trên sân nhà trước Porto B tại Segunda Liga. Cuối tuần sau, anh đã ghi bàn chỉ sau vài phút vào sân trong trận đầu tiên ra sân ở Primeira Liga với đội một để giúp đội chủ nhà đánh bại Nacional đã xuống hạng với tỷ số 4–0. Anh trở thành cầu thủ ghi bàn trẻ nhất của câu lạc bộ tại giải VĐQG.

#### Cho mượn tại Lazio
Vào ngày 31 tháng 8 năm 2017, Neto và đồng đội Bruno Jordão đều được câu lạc bộ Lazio của Ý cho mượn trong hai năm với nghĩa vụ mua cả hai cầu thủ với tổng số tiền là 26 triệu euro. Anh chỉ chơi trận đầu tiên tại Serie A vào ngày 27 tháng 1 năm 2019 khi thay thế Bastos ở phút cuối cùng của trận thua 1–2 trên sân nhà trước Juventus.

### Wolverhampton Wanderers
Vào ngày 2 tháng 8 năm 2019, Neto và đồng đội Bruno Jordão ký hợp đồng với Wolverhampton Wanderers. 12 ngày sau đó, anh ghi bàn và kiến tạo cho Morgan Gibbs-White ngay trong trận ra mắt của anh cho câu lạc bộ để giúp Wolverhampton giành chiến thắng 4–0 trên sân nhà trong trận lượt về vòng loại thứ ba UEFA Europa League gặp Pyunik. Anh có trận ra mắt tại Premier League vài ngày sau đó trong cùng tháng khi anh vào sân thay cho người đồng hương Diogo Jota trong những phút cuối cùng của trận hòa 1–1 trên sân nhà với Manchester United.
Neto kiến tạo cho Matt Doherty ghi bàn mở tỷ số trong trận đầu tiên có mặt tại đội hình xuất phát của anh tại giải đấu, trong chiến thắng 2–0 trước Watford tại Sân vận động Molineux vào ngày 28 tháng 9 năm 2019. Sau khi bàn thắng đầu tiên của anh tại giải đấu bị VAR từ chối một cách gây tranh cãi trong trận gặp Liverpool vào ngày 29 tháng 12, anh đã ghi bàn trong trận đấu tiếp theo, trong trận thua 2–1 trên sân khách trước Watford vào ngày 1 tháng 1 năm 2020. Anh trở thành cầu thủ tuổi teen đầu tiên đạt được thành tích này cho câu lạc bộ tại Premier League.
Vào ngày 4 tháng 10 năm 2020, Neto ghi bàn thắng đầu tiên cho Wolves tại Premier League trong mùa giải 2020–21 trong trận thắng 1–0 trên sân khách trước Fulham. Một tháng sau, anh gia hạn hợp đồng đến năm 2025.
Neto chơi trận thứ 100 cho câu lạc bộ trong trận thua 3–0 trên sân nhà trước Manchester City vào ngày 17 tháng 9 năm 2022. Anh bị chấn thương mắt cá chân vào tháng sau khiến anh phải đi phẫu thuật và đồng thời phải ngồi ngoài gần năm tháng. Anh trở lại thi đấu vào ngày 4 tháng 3 năm 2023 khi chơi hiệp một trong chiến thắng 1–0 trên sân nhà trước Tottenham Hotspur.

### Chelsea
Vào ngày 11 tháng 8 năm 2024, Neto chuyển đến câu lạc bộ Premier League Chelsea và ký hợp đồng bảy năm có trị giá 51,3 triệu bảng Anh kèm theo chi phí phụ 2,6 triệu bảng Anh với The Blues. Anh có trận ra mắt cho Chelsea trong trận thua 0–2 trước Manchester City khi vào sân thay người cho Christopher Nkunku ở phút thứ 58.

## Sự nghiệp quốc tế
Vào ngày 5 tháng 9 năm 2019, Neto đã có lần đầu tiên khoác áo Bồ Đào Nha cho đội U-21 ở tuổi 19 khi tham gia hiệp một trong chiến thắng 4–0 trước Gibraltar ở Alverca do Ribatejo tại vòng loại Giải vô địch bóng đá châu Âu 2021. Vào ngày 5 tháng 11 năm 2020, anh lần đầu tiên được triệu tập vào đội tuyển quốc gia cho các trận đấu gặp Andorra và Pháp. Anh ghi bàn thắng đầu tiên ngay trong trận ra mắt của mình cho đội tuyển quốc gia trong chiến thắng giao hữu 7–0 trên sân nhà trước Andorra vào ngày 11 tháng 11. Đồng thời, anh cũng trở thành cầu thủ đội tuyển quốc gia đầu tiên sinh vào những năm 2000.
Neto đã không thể tham gia FIFA World Cup 2022 do chấn thương trong thời gian với câu lạc bộ. Mặc dù gặp phải các vấn đề về thể chất tái phát trong những năm tiếp theo, anh vẫn được huấn luyện viên mới Roberto Martínez chọn tham dự UEFA Euro 2024. Trong trận mở màn gặp Cộng hòa Séc, anh vào sân từ băng ghế dự bị ở phút 90 và kiến tạo bàn thắng quyết định cho Francisco Conceição hai phút sau đó để đem về chiến thắng 2–1 cho Bồ Đào Nha. Anh đã chơi trong 45 phút cuối cùng trong trận chiến thắng 3–0 trước Thổ Nhĩ Kỳ và 75 phút trong trận thua 2–0 trước Gruzia.

## Đời tư
Bác của Neto, Sérgio Lomba, là một cựu cầu thủ bóng đá.

## Thống kê sự nghiệp

### Câu lạc bộ
Tính đến 13 tháng 7 năm 2025
| Câu lạc bộ              | Mùa giải            | Giải vô địch        | Giải vô địch | Giải vô địch | Cúp quốc gia | Cúp quốc gia | Cúp Liên đoàn | Cúp Liên đoàn | Châu lục | Châu lục | Khác | Khác | Tổng cộng | Tổng cộng |
| Câu lạc bộ              | Mùa giải            | Hạng đấu            | Trận         | Bàn          | Trận         | Bàn          | Trận          | Bàn           | Trận     | Bàn      | Trận | Bàn  | Trận      | Bàn       |
| ----------------------- | ------------------- | ------------------- | ------------ | ------------ | ------------ | ------------ | ------------- | ------------- | -------- | -------- | ---- | ---- | --------- | --------- |
| Braga                   | 2016–17             | Primeira Liga       | 2            | 1            | 0            | 0            | 0             | 0             | 0        | 0        | —    | —    | 2         | 1         |
| Braga                   | 2017–18             | Primeira Liga       | 1            | 0            | 0            | 0            | 0             | 0             | 0        | 0        | —    | —    | 1         | 0         |
| Braga                   | Tổng cộng           | Tổng cộng           | 3            | 1            | 0            | 0            | 0             | 0             | 0        | 0        | —    | —    | 3         | 1         |
| Lazio (mượn)            | 2018–19             | Serie A             | 4            | 0            | 1            | 0            | —             | —             | 0        | 0        | —    | —    | 5         | 0         |
| Wolverhampton Wanderers | 2019–20             | Premier League      | 29           | 3            | 2            | 0            | 2             | 0             | 11       | 2        | —    | —    | 44        | 5         |
| Wolverhampton Wanderers | 2020–21             | Premier League      | 31           | 5            | 3            | 0            | 1             | 0             | —        | —        | —    | —    | 35        | 5         |
| Wolverhampton Wanderers | 2021–22             | Premier League      | 13           | 1            | 0            | 0            | 0             | 0             | —        | —        | —    | —    | 13        | 1         |
| Wolverhampton Wanderers | 2022–23             | Premier League      | 18           | 0            | 0            | 0            | 1             | 0             | —        | —        | —    | —    | 19        | 0         |
| Wolverhampton Wanderers | 2023–24             | Premier League      | 20           | 2            | 4            | 1            | 0             | 0             | —        | —        | —    | —    | 24        | 3         |
| Wolverhampton Wanderers | Tổng cộng           | Tổng cộng           | 111          | 11           | 9            | 1            | 4             | 0             | 11       | 2        | —    | —    | 135       | 14        |
| Chelsea                 | 2024–25             | Premier League      | 35           | 4            | 2            | 0            | 1             | 1             | 7        | 1        | 6    | 3    | 51        | 9         |
| Chelsea                 | 2025–26             | Premier League      | 0            | 0            | 0            | 0            | 0             | 0             | 0        | 0        | —    | —    | 0         | 0         |
| Chelsea                 | Tổng cộng           | Tổng cộng           | 35           | 4            | 2            | 0            | 1             | 1             | 7        | 1        | 6    | 3    | 51        | 9         |
| Tổng cộng sự nghiệp     | Tổng cộng sự nghiệp | Tổng cộng sự nghiệp | 153          | 16           | 12           | 1            | 5             | 1             | 18       | 3        | 6    | 3    | 194       | 24        |

1. ↑  Bao gồm Coppa Italia và FA Cup
2. ↑  Bao gồm EFL Cup
3. ↑  Số lần ra sân tại UEFA Europa League
4. ↑  Số lần ra sân tại UEFA Conference League
5. ↑  Số lần ra sân tại FIFA Club World Cup

### Quốc tế
Tính đến 8 tháng 6 năm 2025
| Đội tuyển quốc gia | Năm       | Trận | Bàn |
| ------------------ | --------- | ---- | --- |
| Bồ Đào Nha         | 2020      | 1    | 1   |
| Bồ Đào Nha         | 2021      | 2    | 0   |
| Bồ Đào Nha         | 2023      | 2    | 0   |
| Bồ Đào Nha         | 2024      | 9    | 1   |
| Bồ Đào Nha         | 2025      | 3    | 0   |
| Tổng cộng          | Tổng cộng | 17   | 2   |

#### Bàn thắng quốc tế
Tính đến 15 tháng 11 năm 2024
Tỷ số và kết quả liệt kê bàn thắng của Bồ Đào Nha được để trước, cột tỷ số cho biết tỷ số sau mỗi bàn thắng của Neto.
| # | Ngày                 | Địa điểm                               | Trận | Đối thủ | Bàn thắng | Kết quả | Giải đấu                    |
| - | -------------------- | -------------------------------------- | ---- | ------- | --------- | ------- | --------------------------- |
| 1 | 11 tháng 11 năm 2020 | Estádio da Luz, Lisboa, Bồ Đào Nha     | 1    | Andorra | 1–0       | 7–0     | Giao hữu                    |
| 2 | 15 tháng 11 năm 2024 | Sân vận động Dragão, Porto, Bồ Đào Nha | 14   | Ba Lan  | 4–0       | 5–1     | UEFA Nations League 2024–25 |

## Danh hiệu
Lazio
- Coppa Italia: 2018–19[31]

Chelsea
- UEFA Conference League: 2024–25[32]
- FIFA Club World Cup: 2025[33]

Bồ Đào Nha
- UEFA Nations League: 2024–25[34]